# Gratitude

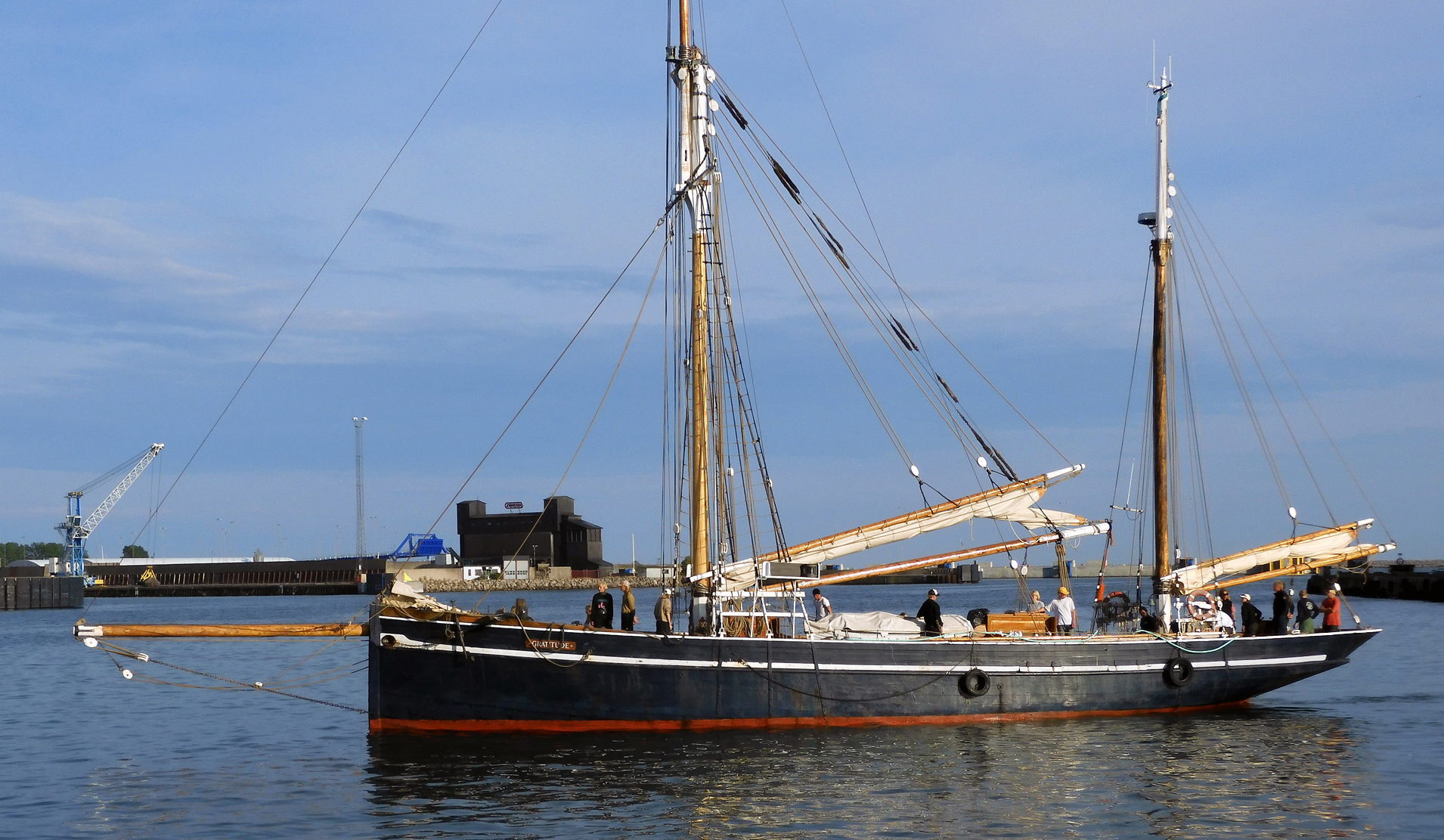
Gratitude i Ystads hamn 7 augusti 2021.

Gratitude är en brittisk kutter, från början ett fiskefartyg, som är  Stiftelsen Svenska Kryssarklubbens Seglarskolas näst äldsta båt och Seglarskolans första köpta segelfartyg. Stiftelsen har ytterligare två segelfartyg: Gratia och T/S Atlantica.  Båten är, liksom alla Seglarskolans skepp, blå med en vit rand längst relingen och riggad som ketch. 
Gratitude är av klassisk engelsk design, som de kuttrar, som tjänstgjorde som seglande trålare under 1800- och 1900-talen. Fartygstypen har goda sjöegenskaper och klarar utan problem det hårda vädret på Nordsjön. Den var mycket vanlig i England under tidigt 1900-tal - så vanliga att platsbrist uppkom i hamnarna och båtarna utformades så att de tog mindre plats i hamnarna. Bland annat kan fartyg med klyvarbom dra in denna i hamn. Detta har givit fartygen deras speciella utseende med den raka fören och klyvarbommen som pekar rakt fram i en vågrät riktning, till skillnad från clipperstävar vilkas bogspröt och klyvarbom är vinklade uppåt. 
Gratitudes normala besättning består av en skeppare, två styrmän som leder arbetet på däck, två instruktörer, en båtsman som ansvarar för teknik, samt en eller två kockar. Hon har  kojer för 20 elever. I originalutförande seglades hon av tre vuxna män samt en skeppspojk.

## Tekniska data
- Båttyp: Brittisk kutter
- Byggår: 1903
- Varv: Kitto & Son, Portleven, Storbritannien
- Segel (åtta):
  - Storsegel
  - Stortoppsegel
  - Mesansegel
  - Mesantoppsegel
  - Stagfock eller bara fock
  - Klyvare/Mellan/Stor/Storm
  - Jagare (segel)
  - Mesanstagsegel ("Röde baron")

## Galleri

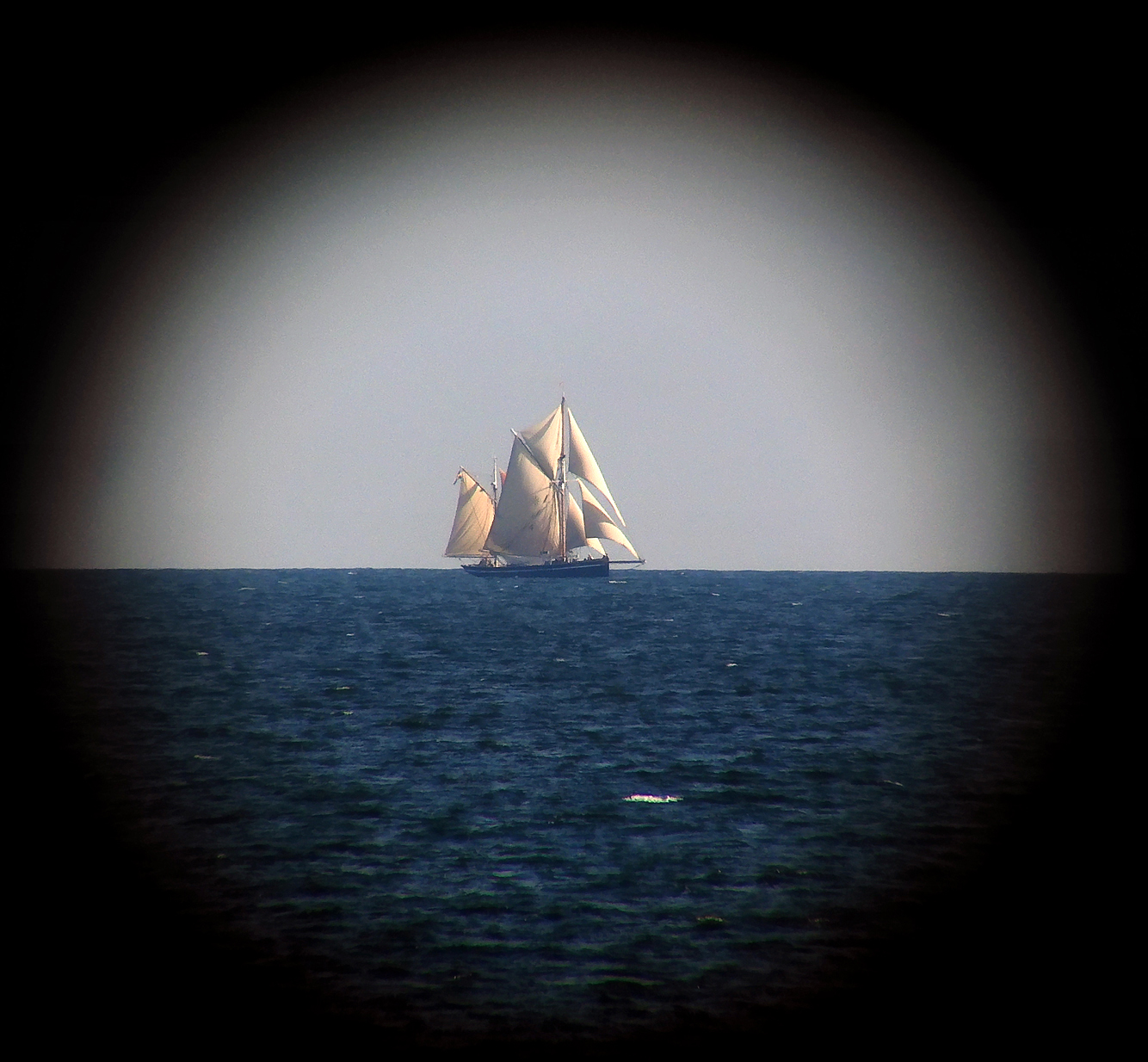
Gratitude för fulla segel ca 3 km söder om Engelska bryggan i Ystad, fotograferad genom kikare.
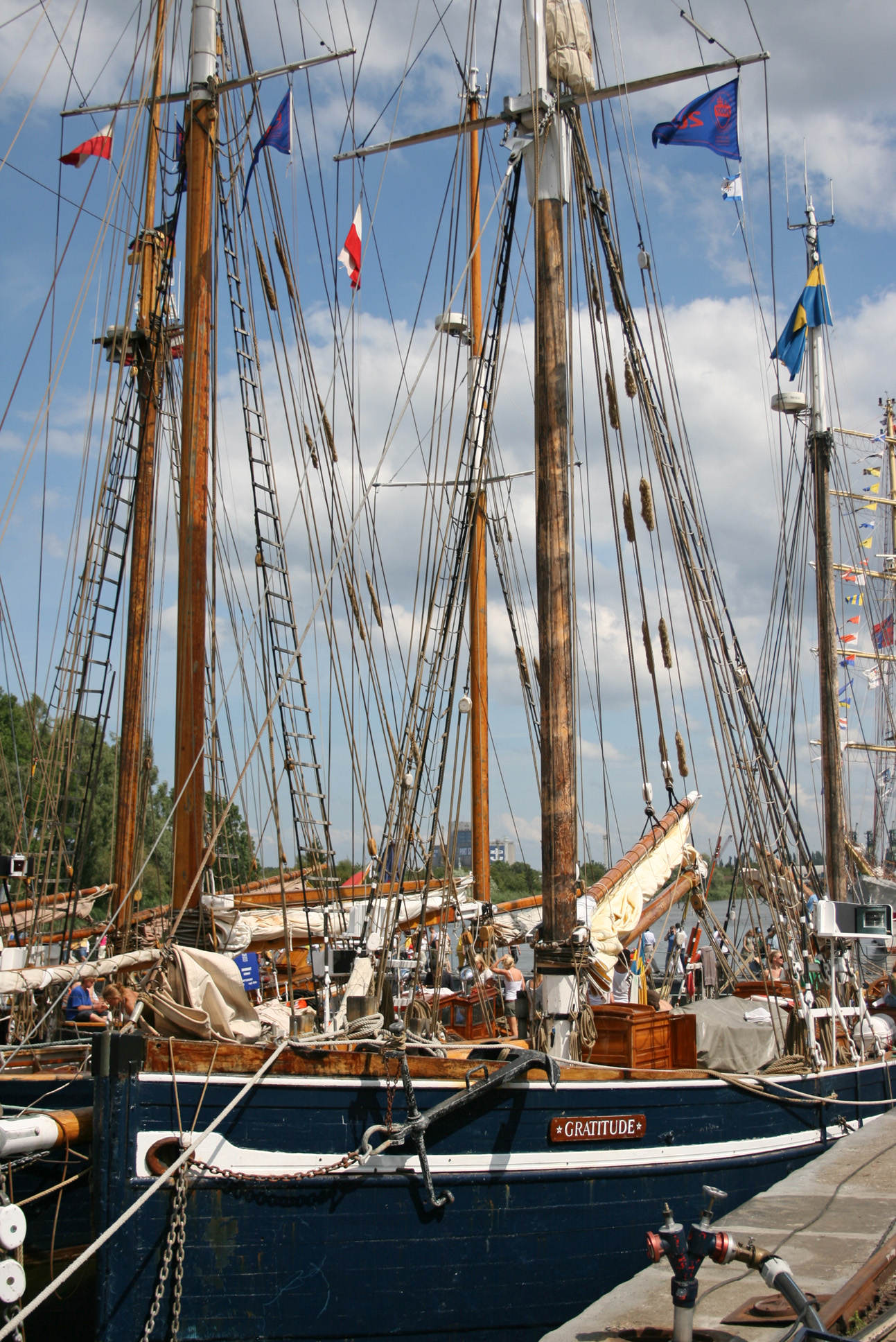
Fören på Gratitude.
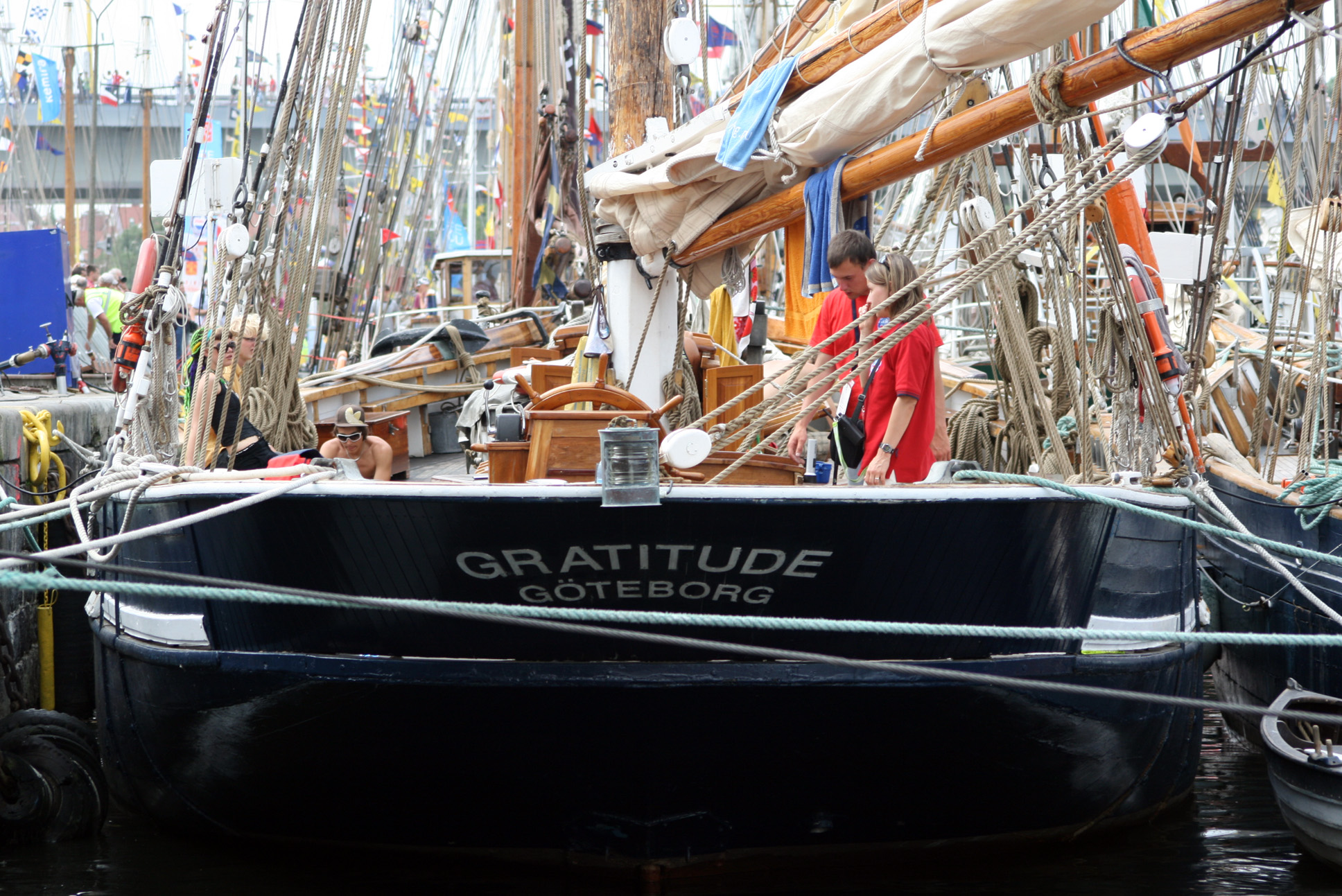
Aktern på Gratitude.